# Чудовища и критики, и другие статьи
«Чудовища и критики, и другие статьи» — сборник научных лингвистических статей Джона Толкина под редакцией его сына Кристофера. Первая публикация состоялась через 10 лет после смерти писателя — в 1983 году. Исключая текст «О переводе Беовульфа», статьи изначально были представлены в виде лекций для учёных.

## Содержание
В сборнике представлены следующие статьи:
- «„Беовульф“: чудовища и критики[англ.]» рассматривает отношение критиков к «Беовульфу» и предлагает новый взгляд на это произведение.
- «О переводе „Беовульфа“[англ.]» описывает трудности перевода стихотворений с англосаксонского.
- «О волшебных сказках[англ.]» — лекция в честь Эндрю Лэнга, прочитанная Джоном Толкином в 1939 году в Сент-Эндрюсском университете.
- «Тайный порок[англ.]» — лекция о создании искусственных языков.
- «Сэр Гавейн и Зелёный Рыцарь» исследует одноимённую средневековую поэму.
- «Английский и валлийский[англ.]», лекция памяти Чарльза Джеймса О’Доннелла (1955), представляет собой обзор исторических отношений между двумя языками, включая анализ слова Welsh (валлийский).
- «Прощальное обращение к Оксфордскому университету», написанное Толкином перед его уходом в 1959 году.

## Издания
- The Monsters and the Critics, and Other Essays (1983). J.R.R. Tolkien and Christopher Tolkien. George Allen and Unwin. ISBN 0-04-809019-0

 — (1984) Houghton Mifflin. ISBN 0-395-35635-0
 — (1997) HarperCollins. ISBN 0-261-10263-X